# Connie Francis
Connie Francis, eredetileg Concetta Rosa Maria Franconero (Newark, New Jersey, 1937. december 12. – Pompano Beach, 2025. július 16.) amerikai popénekesnő.

## Pályafutása
Newark olasz negyedében született. A korai rock 'n' roll korszak – 1950-es évek vége, 1960-as évek eleje – egyik legtöbb slágerrel rendelkező előadója. Már pályája elején felvette eredeti olasz nevét leegyszerűsítve a Connie Francis nevet. Első kislemeze, az 1955-ben megjelent „Freddy” nem ért el nagyobb sikereket, az ezt követő kilenc kislemeze szintén nem, Francis pedig már azt tervezte, inkább orvosnak megy, de következő számával, a Who's Sorry Now-val (ami egy 1923-ban írt dal feldolgozása) világhírre tett szert. Francis a legutolsónak szánt felvételénél énekelte fel a számot, miután az MGM lemezcég korábbi kudarcai miatt már fel akarta bontani vele a szerződést. Francis azt nyilatkozta, a dalt édesapja javasolta, aki azt mondta, a dal sikeres lehet, mert a felnőttek már ismerik, a tizenévesek pedig táncolnának rá, ha modernebb formában vennék fel.
A „Who's Sorry Now”-t Francis először Dick Clark American Bandstand című zenés tévéműsorában adta elő nyilvánosan; áprilisban a dal első helyet ért el a brit, negyediket az amerikai slágerlistán, 2000-ben pedig az évszázad egyik dalává választották. Fél év alatt több mint egymilliót adtak el a kislemezből.
Az elkövetkezendő tíz évben a dalt újabb slágerek követték, Connie Francis a világ egyik legnépszerűbb énekesévé vált. Gyakran adott elő lassú számokat sajátos, „zokogó” stílusában – ilyen volt a „My Happiness”, „I'm Sorry I Made You Cry”, „Among My Souvenirs”, „Together”, „Breakin' In a Brand New Broken Heart”, valamint az olasz „Mama”. Ezek közül több is régebbi dalok feldolgozása volt. Ezeken kívül sikert aratott pár gyorsabb ütemű rock-and-roll számmal is, mint a „Stupid Cupid”, a „Lipstick On Your Collar” és a „Vacation”. Szintén ismert tőle az „In the Summer of His Years” (Élete delén) című szám, melyet a meggyilkolt John F. Kennedy elnök emlékére énekelt, és Bert Kaempfert „Strangers In The Night” című dala (bár ez Frank Sinatra előadásában ismertebb). Az „Everybody's Somebody's Fool” és a „My Heart Has a Mind of Its Own” 1960-ban első helyet ért el a Billboard slágerlistán. 1962-ben ezt egy újabb első helyezés követte a „Don't Break the Heart That Loves You”-val.
Francis kilenc nyelven énekelt fel számokat, az angol és olasz mellett többek között franciául, spanyolul, németül és japánul. Több dalát idegen nyelven is felénekelte, például az „Everybody's Somebody's Fool”-t és legismertebb dalát, a „Where the Boys Are”-t. Az Egyesült Államokban az 1960-ban megjelent Italian Favorites („Olasz kedvencek”) című albumából adtak el a legtöbbet. Francis később több albumot is megjelentetett olaszul, ahogy spanyol és zsidó dalokból álló albumokat is.
„Where The Boys Are” című száma (az egyik a sok Neil Sedaka/Howard Greenfield szerzemény közül, melyeket Francis felénekelt a „Stupid Cupid”-on és az „Everybody's Somebody's Fool”-on kívül) annak köszönhette nagy ismertségét, hogy Francis előadta az azonos című 1960-as filmben. Az 1960-as évek első felében Francis még három másik filmben is szerepelt – Follow the Boys (1963; a címadó dal a 17. helyet érte el a Billboard listán), Looking for Love (1964) és When the Boys Meet the Girls (1965).
1960-ban Las Vegas-ban lépett fel, innentől kilenc évig évi 28 napot szerepelt itt. 1961-ben saját tévéműsora indult az ABC-nél. 1963. július 3-án énekelt II. Erzsébet brit királynő előtt a glasgow-i Alhambra Theatre-ben. 1967-re az USA-ban 35 száma került be a Top 40-be,ebből három listavezető lett.
Connie Francis mindig kedvelte a countryzenét, és több albumot is felénekelt ebben a stílusban. Ezek közül 1969-ben volt egy kisebb sikere a „The Wedding Cake” című dallal, 1982-ben pedig újra felkerült neve a country slágerlistára a „There's Still a Few Good Love Songs Left in Me”-vel. Több countryénekes is slágerlistás helyezést ért el Francis popzenei számainak country stílusú feldolgozásával, többek közt Marie Osmond („Who's Sorry Now”, 1975-ben), Susan Raye („My Heart Has a Mind of Its Own”, 1972-ben), Margo Smith („Don't Break The Heart That Loves You”, 1978-ban), valamint Debby Boone.
A vietnámi háború idején, 1967-ben Connie Francis fellépett az amerikai hadsereg előtt is.
Francis 1969-ben elhagyta a zenei pályát, de 1973-ban visszatért a The Answer című számmal, amit kifejezetten neki írtak. Fia, Joey 1974-ben született. Ezután több tragédia is bekövetkezett magánéletében: 1974-ben szexuálisan zaklatták egy hotelban, miután fellépett a New York állambeli Westburyben. Miután orrát meg kellett operálni, mert túlérzékeny volt a légkondicionálásra, négy évig nem tudott énekelni. Testvérét 1981-ben meggyilkolták.
Francis önéletrajza Who's Sorry Now? címmel jelent meg 1984-ben. Az énekesnőt bipoláris zavarral diagnosztizálták. 1989-ben visszatért a zenei pályára, és azóta is énekel, népszerűsége töretlen. Legújabb albuma The American Tour címmel jelent meg (2005), koncertfelvételeket tartalmaz. 2004 decemberének végén – 1989 óta először – fellépett Las Vegasban.
Az énekesnő 2025. július 17-én, 87 évesen hunyt el. Halála előtt dalai nagyon népszerűvé váltak a közösségi oldalakon, egyik utolsó interjújában pont erről beszélt, örülve annak, hogy egy számára teljesen ismeretlen generáció is megkedvelte dalait.

## Albumok
- Who's Sorry Now? (1958)
- The Exciting Connie Francis (1959)
- My Thanks to You (1959)
- Christmas in My Heart (1959)
- Rock 'n' Roll with Connie Francis (1959) CM # 47
- Rock 'n' Roll Million Sellers (1960) UK #12
- Italian Favorites (1960) US #4, CM # 5, CS # 7
- Connie's Greatest Hits (1960) US #17 / UK #16, CM # 19
- Country and Western Golden Hits (1960)
- More Italian Favorites (1960) US #9, CM # 39
- Spanish and Latin American Favorites (1960) CM # 23, CS #25
- Connie at the Copa (1961) US #65
- Connie Francis Sings Jewish Favorites (1961) US #69, CM #33
- More Greatest Hits (1961) US #39, CM # 16, CS # 24
- Never on Sunday (1961) US #11, CM # 10, CS # 18
- Songs to a Swingin' Band (1961)
- Folk Song Favorites (1961)
- Do the Twist (1962) US #47 CM # 48
- Second Hand Love and Other Hits (1962)
- Connie Francis Sings (1962) US #111
- Country Music Connie Style (1962) US #22 CM # 23
- Modern Italian Hits (1963) US #103, CM # 43
- Follow the Boys (1963) US #66 CS # 32 CM # 29
- Award Winning Motion Picture Hits (1963) US #108, CS #22, CM #33
- Great American Waltzes (1963) US #94 CS #42, CM # 72
- Big Hits from Italy (1963) US #70
- The Very Best of Connie Francis (1963) US #68, CM # 73
- Mala Feminmena (1963) CS # 44, CM # 73
- In the Summer of His Years (1964) US #126 CS # 47
- Looking for Love (1964) US #122 CM # 43
- A New Kind of Connie (1964) US #149, CM # 73
- Connie Francis Sings for Mama (1965) US #78, C #89
- When the Boys Meet the Girls (1966) US #61
- Movie Greats of the Sixties (1966)
- Live at the Sahara, Las Vegas (1966)
- Happiness (1967)
- Love Italian Style (1967)
- My Heart Cries for You (1967)
- Connie and Clyde (1968)
- Connie Sings Bacharach & David (1968)
- Hawaii Connie (1968)
- The Wedding Cake (1969)
- Connie Francis Sings Great Country Hits, Volume II (1973)
- 20 All Time Greats (1977) UK #1
- Connie Sings the Big Band Hits (1977)
- I'm Me Again: The Silver Anniversary Album (1981)
- The Singles Collection (1993) UK #12
- Souvenirs (CD box set) (1996)
- Kissin', Twistin' and Going Where the Boys Are (1997)